# Моисеев, Сергей Рустамович
Серге́й Руста́мович Моисе́ев (род. 24 апреля 1978, Коломна, Московская область, РСФСР, СССР) — российский экономист, учёный (доктор экономических наук, доцент), общественный деятель. Известен по своей работе в Банке России с 2011 года, а также как автор многочисленных научных работ.

## Биография

### Образование
С отличием окончил Московский государственный университет экономики, статистики и информатики (МЭСИ) по специализации «Банковское дело». В 2003 году защитил кандидатскую диссертацию «Инфляционное таргетирование: международный опыт и перспективы его использования в России», в 2009 году — докторскую диссертацию «Инструментарий денежно-кредитной политики для таргетирования инфляции».
В 2001 году удостоился именной стипендии Президента РФ за научные заслуги. Лауреат конкурсов научных трудов и исследований, проводимых ММВБ и Национальной валютной ассоциацией в 2001—2002 годах («Проблемы развития биржевого валютного рынка и роли валютных и универсальных бирж в создании режима валютной стабильности»; «Структура валютных рынков России, СНГ и других зарубежных стран»).
Область научных интересов: методология анализа системных рисков, модели монетарного анализа при принятии решений по денежно-кредитной политике, исследование конкуренции и эффективности в банковском секторе, архитектура и регулирование финансового сектора, валютная интеграция.

### Основные периоды в биографии
2003—2011 годы. Директор Центра экономических исследований Московского финансово-промышленного университета «Синергия».
Реализация аналитических и консалтинговых проектов «Стратегия-2020» (ВШЭ-РАНХиГС), «Структурная модернизация финансовой системы России» (ИНСОР), «Концепция повышения доступности розничных финансовых услуг и развития микрофинансирования в РФ» (Национальная ассоциация участников микрофинансового рынка) и др.
2008—2011 годы. Ответственный секретарь Комиссии РСПП по банкам и банковской деятельности.
Разработка «Стратегия развития банковского сектора Российской Федерации на период до 2015 года», введение надзора на рынке микрофинансирования и кредитной кооперации, внедрение дистанционных финансовых услуг для малого бизнеса и населения, формирование в России международного финансового центра.
2009—2011 годы. Исполнительный секретарь Совета по денежно-кредитной политике и финансовому регулированию Ассоциации региональных банков «Россия».
Разработка концепции беззалоговых кредитов Банка России, применение мотивированного суждения в банковской деятельности, реорганизация системы Банка России, новации в управлении просроченной задолженностью, повышение эффективности денежно-кредитной политики Банка России в части процентных инструментов, транспарентность деятельности центрального банка, регулирование деятельности рейтинговых агентств, переход к плавающему валютному курсу, развитие системы страхования вкладов, программа докапитализации банков, политика выхода из кризиса, применение контрциклического регулирования, подходы к определению минимального капитала банков, реформа регулирования региональных банков, переход на таргетирование инфляции, внедрение макропруденциальной политики в Банке России.
2011—2014 годы. Зам. директора Департамента финансовой стабильности Банка России.
Разработка и внедрение макропруденциальной политики в части анализа, оценки рисков финансового сектора и инструментов макропруденциальной политики, анализ ликвидности банковского сектора и аналитическая поддержка денежно-кредитной политики в части системного риска ликвидности, внешние публикации Банка России («Обзор финансовой стабильности», «Обзор денежного рынка», «Обзор глобальных рисков», «Обзор текущих мер макропруденциальной политики»), участие в проекте создания мегарегулятора финансового сектора.
2014—2016 годы. Директор Департамента финансовой стабильности Банка России.
Разработка и внедрение антициклической надбавки к капиталу банков, надзор и наблюдение за системно значимыми инфраструктурными организациями финансового рынка, реформа рейтинговых агентств, реформа института центрального контрагента, создание института торгового репозитария, разработка антикризисного плана Банка России, координация операций по поддержке финансовых рынков в период кризиса, создание и администрирование Комитета финансовой стабильности Банка России, участие в работах Комитета банковского надзора, Комитета денежно-кредитной политики и Комитета финансового надзора, секретарь Национального совета по обеспечению финансовой стабильности под председательством первого зам.председателя Правительства И. И. Шувалова.
2017—2020 годы. Советник Первого заместителя Председателя Банка России.
Разработка и проведение реформы лизинга, внедрение саморегулирования на рынке лизинга, мониторинг финансового положения государственных институтов развития. Организация в Банке России валидации и квалификационной оценки качества методологий и присвоенных кредитных рейтингов кредитных рейтинговых агентств. Разработка регулирования инвестиционных продуктов для граждан. Подготовка перехода российского финансового сектора на новые эталонные финансовые индикаторы в связи с отменой LIBOR, а также администрирования процентной ставки RUONIA в Банке России. Член Комитета по наблюдению за процентной ставкой RUONIA Банка России и Экспертного совета СРО «НФА» по индикаторам и ставкам.

## Популярная публицистика
С 2009 по 2011 год вёл авторскую колонку в электроном СМИ «Slon» («Slon Magazine») (с 2016 года — интернет-издание Republic) по теме макроэкономики и финансов. С 2019 года является автором медиа-портала «Эконс» (Econs) Банка России, посвященного исследованиям по экономике и финансам.

## Книги и монографии
- Моисеев С. Р. Международные валютно-кредитные отношения. — М.: Дело и сервис, 2004, 2007.
- Моисеев С. Р. Инфляция: современный взгляд на вечную проблему. — М.: Маркет ДС, 2004.
- Моисеев С. Р. Инфляционное таргетирование. — М.: Маркет ДС, 2005.
- Моисеев С. Р. Денежно-кредитная политика: теория и практика. — М.: Экономистъ, 2005.
- Моисеев С. Р. Денежно-кредитный энциклопедический словарь. — М.: Дело и сервис, 2006.
- Моисеев С. Р., Круглов Д. А., Кузьмин М. М. и др. Анализ эффективности российских банков. — М.: Маркет ДС, 2007.
- Моисеев С. Р., Ключников М. В., Акимов О. М. и др. Банковское дело. — М.: Маркет ДС, 2007.
- Моисеев С. Р., Ключников М. В., Пищулин Е. А. Финансовая статистика: денежная и банковская. — М.: КНОРУС, 2008, 2015.
- Моисеев С. Р. Макроэкономика. — М.: КНОРУС, 2008, 2012.
- Моисеев С. Р. Денежно-кредитная политика: теория и практика. — М.: Московская финансово-промышленная академия, 2011.
- Моисеев С. Р. Возникновение и становление центральных банков. — М.: КНОРУС, 2013.
- Моисеев С. Р. История центральных банков и бумажных денег. — М.: Вече, 2015.
- Моисеев С. Р. Центральный банк и политика валютного курса. — М.: Издательский дом «Дело» РАНХиГС, 2017.

- Моисеев С. Формализация макроэкономики и ее последствия для денежно-кредитной политики // Вопросы экономики, 2007.— № 2.— С.46-58.
- Моисеев С. Р. Формализация, макроэкономика и денежно-кредитная политика // Финансы и кредит, 2007.— № 3.— С.22-31.
- Моисеев С. Р. Насколько эффективно работают отечественные банки? // Менеджмент в России и за рубежом, № 4.— 2007.— С.46-53.
- Моисеев С., Лепехин Г. и Кузьмин М. Тенденции: ты — мне, я — тебе // Национальный банковский журнал, 2007.— № 5.— С.49-52.
- Моисеев С. Р. Концентрация на банковском рынке: благо или зло для реальной экономики? // Финансы и кредит, 2007.— № 6.— С.12-17.
- Лепехин Г. Д. и Моисеев С. Р. Эффективность российского банковского сектора // Банковское дело, 2007.— № 6.— С.22-27.
- Моисеев С. Р. Конкуренция в российском банковском секторе // Банковское дело, 2007.— № 8.— С.43-49.
- Моисеев С. Инвестиционная привлекательность банковского сектора России // Рынок ценных бумаг, 2007.— № 16.— С.22-24.
- Моисеев С. Р. Инвестиционная привлекательность банковского сектора // Банковское дело, 2007.— № 9.— С.13-17.
- Моисеев С. Достаточность капитала банков: лоббизм крупнейших или реальная угроза? // Национальный банковский журнал, 2007.— № 11.— С.76-80.
- Моисеев С. Р. Роль коридора процентных ставок центрального банка в управлении банковской ликвидностью // Банковское дело, 2008.— № 2.— С.15-19.
- Моисеев С. Денег много не бывает: начнет ли Банк России тормозить мчащуюся экономику, как это приходится делать центральному банку Китая? // Национальный банковский журнал, 2008.— № 3.— С.45-48.
- Моисеев С. Р. Беззалоговое кредитование в практике центральных банков // Банковское дело, 2008.— № 3.— С.48-55.
- Моисеев С. Пять идей для Центробанка: реформа рефинансирования — это путь к эффективному денежному рынку // Национальный банковский журнал, 2008. — № 4.— С.56-59.
- Моисеев С., Круглов С., Кузьмин М. и др. Эффективность российских банков // Экономическая политика, № 4.— 2008.— С.143-156.
- Моисеев С. Тонкости собственности: кому должен принадлежать Центробанк? // Национальный банковский журнал, 2008.— № 6.— С.20-22.
- Моисеев С. Сломать печать молчания: регулятор должен быть открыт для общества, потому что это ему выгодно // Национальный банковский журнал, 2008.— № 8.— С.62-65.
- Моисеев С. Р. Правила денежно-кредитной политики // Финансы и кредит, 2008.— № 8.— С.16-31.
- Моисеев С. Р. Зачем нужен центральный банк? // Банковское дело, 2008.— № 8.— С.40-46.
- Моисеев С. Рубль как резервная валюта // Вопросы экономики, 2008.— № 9.— С.4-21.
- Моисеев С. Что нам стоит финансовый центр построить? // Рынок ценных бумаг, 2008.— № 10.— С.46-50.
- Моисеев С. Политика поддержания финансовой стабильности // Вопросы экономики, 2008.— № 11.— С.51-61.
- Моисеев С. Р. Таргетирование реального валютного курса // Финансы и кредит, 2008.— № 22.— С.11-19.
- Моисеев С. Будет ли девальвация мягкой? // Национальный банковский журнал, 2008.— № 12.— С.72-74.
- Моисеев С. Р. Валютные интервенции центрального банка: обзор теории и практики // Аналитический банковский журнал, 2009. — № 1. — с.48—55.
- Моисеев С. Р. Альтернативные сценарии денежно-кредитной политики Банка России в 2009 г. // Банковское дело, 2009. — № 1. — С. 18-19.
- Моисеев С. Р. Ставка рефинансирования как антикризисная и антиинфляционная мера: мнения экспертов (интервью) // Банковское дело, 2009. — № 1. — С. 36-39
- Моисеев С. Процесс не будет массовым // Банки и деловой мир, 2009. — № 1-2. С.56-57.
- Моисеев С. Регулирование деятельности рейтинговых агентств на национальном рынке // Вопросы экономики, 2009. — № 2. — С.39-50.
- Моисеев С. Р. Таргетирование политических установок // Банковское обозрение для бизнеса, 2009. — № 3. — С. 24-29.
- Моисеев С. Р. Политика валютного курса и политический выбор России // Банковское дело, 2009. — № 3. — С.32-40.
- Моисеев С. Премия банку за кредитование малого бизнеса // Банковское обозрение для бизнеса, 2009. — № 3. — С.40-42.
- Моисеев С. Политика валютного курса // Банки и деловой мир, 2009. — № 3. — С. 52-54.
- Моисеев С., Пантина И., Сарнычева М., Уткина Н. Валютные интервенции Центрального банка. Анализ операций Банка России. (Начало) // Банки и деловой мир, 2009. — № 3. — С. 45-47.
- Моисеев С., Пантина И., Сарнычева М., Уткина Н. Валютные интервенции Центрального банка. Анализ операций Банка России. (Окончание) // Банки и деловой мир, 2009. — № 4. — С. 45-47.
- Моисеев С. Рационирование кредита, или Кредитный паек для российской экономики // Банковское обозрение, 2009. — № 4. — С.34-39.
- Моисеев С. Р. «Ценообразование» на кредит в России и возможности его оптимизации // Банковское дело, 2009. — № 4. — С. 27-33.
- Моисеев С. От страхования вкладов к политике разрешения банковских кризисов // Экономическое развитие России, 2009. — № 7. — с.38-44.
- Моисеев С. Р. Докапитализация банков // Банковское дело, 2009. — № 8. — С. 28-30.
- Моисеев С. Р. Контрциклическое регулирование: динамические резервы и резервный капитал // Банковское дело, 2009. — № 10. — С.12-20.
- Моисеев С. Базель умер, да здравствует Базель! // Банковское обозрение, 2009. — № 12. — С.12-13.
- Моисеев С. Р. Конструкция процентной политики центрального банка: международные нормы и практика Банка России // Банковское дело, 2009. — № 12. — С. 17-22.
- Моисеев С. Р. Модернизация денежно-кредитной политики Банка России для перехода к таргетированию инфляции // Банковское дело, 2010. — № 1. — с.28—34.
- Ведев А. и Моисеев С. Формирование в России международного финансового центра // Экономическое развитие России, 2010. — № 1. — с. 32-40.
- Моисеев С. Перспективы приватизации в банковском секторе // Аналитический банковский журнал, 2010. — № 1-2. — с. 46-50.
- Мурычев А. В. и Моисеев С. Р. О модернизации банковского регулирования и надзора // Банковское дело, 2010. — № 3. — с.26—32.
- Моисеев С. Сколько и каких банков нам нужно? (Начало) // Банки и деловой мир, 2010. — № 3. — с.50—54.
- Моисеев С. Сколько и каких банков нам нужно? (Окончание) // Банки и деловой мир, 2010. — № 4. — с.55—57.
- Моисеев С. и Сухов М. Консолидация сектора увеличит его эффективность // Банковское обозрение, 2010. — № 4. — с..
- Моисеев С. Международная практика регулирования капитала банков // Экономическое развитие России, 2010. — № 4. — с. 34-37.
- Моисеев С. Р. Кто и как принимает решения в центробанках // Банковское дело, 2010. — № 5. — с.40—45.
- Ведев А., Данилов Ю., Масленников Н., Моисеев С. Структурная модернизация финансовой системы России // Вопросы экономики, 2010. — № 5. — с.26-42.
- Моисеев С. Р. Тайны стресс-тестов // Банковское дело, 2010. — № 6. — с.36—38.
- Моисеев С. Банк России: политика выхода из кризиса // Банковское обозрение, 2010. — № 6. — с. 24-29.
- Моисеев С. «Exit policy» Банка России // Экономическое развитие России, 2010. — № 7. — с. 33-37.
- Моисеев С. От страхования вкладов к политике разрешения банковских кризисов // Экономическое развитие России, 2010. — № 7. — с. 38-44.
- Моисеев С. Р. Специальное налогообложение банков // Банковское дело, 2010. — № 9. — с.34—38.
- Моисеев С. От страхования вкладов к разрешению кризисов // Банковское обозрение, 2010. — № 9. — C.92-97.
- Моисеев С. Р. Денежно-кредитный цугцванг // Банковское дело, 2010. — № 12. — с.6—9.
- Моисеев С. Р. Транспарентность банков и рыночная дисциплина: поиск эффективных решений // Банковское дело, 2011. — № 1. — с.33—39.
- Моисеев С. Р. Макропруденциальная политика: цели, инструменты и применение в России (Начало) // Банковское дело, 2011. — № 3. — с.28—34.
- Моисеев С. Р. Макропруденциальная политика: цели, инструменты и применение в России (Окончание) // Банковское дело, 2011. — № 5. — с.12—20.
- Сергей Моисеев (ЦБ): Глобальная система оценки риска никогда не будет создана (Интервью) // Банковское обозрение, 2011. — № 11. — с. 16-20.
- Моисеев С. и Снегова Е. Системная значимость участников денежного рынка // Банковское дело, 2012. — № 3. — с.24—29. — 0,5 п.л.
- Моисеев С. Рынок РЕПО как на ладони // Банковское обозрение, 2012. — № 6. — c.42—44. — 0,2 п.л.
- Моисеев С. Зачем центральному банку собственный капитал? // Банковское дело, 2012. — № 6. — с.21—26. — 0,8 п.л.
- Моисеев С., Пантина И., Сосюрко В. Анализ трансмиссии ликвидности на рынке междилерского РЕПО // Деньги и кредит, 2012. — № 7. — c.65—71. — 0,8 п.л.
- Моисеев С. и Снегова Е. Выявление банков, придерживающихся агрессивной стратегии на рынке вкладов // Банковское дело, 2012. — № 7. — с.14—18. — 0,5 п.л.
- Моисеев С. и Пантина И. Сигнальная модель идентификации финансового стресса на рынке междилерского РЕПО // Банковское дело, 2012. — № 9. — с.25—29. — 0,4 п.л.
- Моисеев С. Долой аферы // Банковское обозрение, 2012. — № 12. — c.42—45. — 0,4 п.л.
- Моисеев С. Происхождение и становление Государственного банка России // Банковское дело, 2013. — № 1. — с.57—62. — 0,7 п.л.
- Моисеев С. Происхождение и становление Государственного банка России (окончание) // Банковское дело, 2013. — № 2. — с.44—51. — 0,9 п.л.
- Моисеев С. и Понин Ф. 6 мифов о рефинансировании ЦБ РФ // Банковское обозрение, 2013. — № 1. — c.48—51. — 0,3 п.л.
- Моисеев С. Гиперинфляция не умерла // Банковское дело, 2013. — № 3. — с.21—24. — 0,4 п.л.
- Моисеев С. и Снегова Е. Сетевой анализ на службе центрального банка // Банковское дело, 2013. — № 5. — с.36—42. — 0,6 п.л.
- Моисеев С. и Снегова Е. Сетевой анализ на службе центрального банка (окончание) // Банковское дело, 2013. — № 6. — с.24—29. — 0,5 п.л.
- Моисеев С. и Лобанова М. Концепция макропруденциальной политики (терминология — сущностные аспекты) // Деньги и кредит, 2013. — № 7. — c.46—54. — 0,9 п.л.
- Пантина И. В., Гамбаров Г. М., Павшок О. В., Мусаева М. У., Моисеев С. Р., Снегова Е. А., Марков К. В. Макропруденциальный анализ (терминология — сущностные аспекты) // Деньги и кредит, 2013. — № 9. — c.57—69. — 1,7 п.л.
- Моисеев С. Рейтинг и ставки на МБК // Банковское обозрение, 2013. — № 9. — c.22—23. — 0,1 п.л.
- Моисеев С. Ассигнаты Великой французской революции и первая гиперинфляция в Европе // Деньги и кредит, 2013. — № 11. — c.63—68. — 0,8 п.л.
- Моисеев С. Банк Стокгольма и первые европейские банкноты // Банковское дело, 2014. — № 1. — с.81—84. — 0,5 п.л.
- Моисеев С. Кредитор последней инстанции и его историческая ретроспектива // Банковское дело, 2014. — № 3. — с.10—14. — 0,5 п.л.
- Моисеев С. В зоне наблюдения (интервью) // Депозитариум, 2014. — № 3. — c.9—11. — 0,3 п.л.
- Моисеев С. Рождение бумажных денег в Латинской Америке // Деньги и кредит, 2014. — № 4. — c.74—77. — 0,5 п.л.
- Моисеев С. Преображение репозитария // Депозитариум, 2014. — № 5. — c.9—15. — 0,6 п.л.
- Моисеев С. Современная интерпретация полемики денежной и банковской школ: конкуренция, конвертируемость и эмиссионная политика // Деньги и кредит, 2014. — № 6. — c.60—64. — 0,6 п.л.
- Основной переменной политики Банка России является процентная ставка (Интервью) // Банки и деловой мир, 2014. ¾ № 9. ¾ с.15-17.
- Моисеев С. Уровни защиты (начало) // Депозитариум, 2015. — № 1. — c.15—19. — 0,4 п.л.
- Моисеев С. Уровни защиты (окончание) // Депозитариум, 2015. — № 2. — c.21—27. — 0,6 п.л.
- Моисеев С. Ключевые аспекты деятельности центральных контрагентов: процикличность, общий деловой риск, клиринговое обеспечение и операционная совместимость // Деньги и кредит, 2015. — № 3. — c.26—31. — 0,8 п.л.
- Моисеев С. Количество не для смягчения // Форбс, 2015. — № 4. — c.83. — 0,1 п.л.
- Моисеев С., Пантина И. Проблемы и перспективы развития торговых репозитариев // Деньги и кредит, 2015. — № 9. — c.8—13. — 0,6 п.л.
- Моисеев С. Р. Валютная интеграция: создание и распад союзов // Деньги и кредит, 2015. — № 10. — c.15—19. — 0,6 п.л.
- Моисеев С. Р. Новая макроэкономическая теория открытой экономики // Деньги и кредит, 2016. — № 1. — c.1—8. — 1,0 п.л.
- Моисеев С. Приключения теории оптимальных валютных зон // Вопросы экономики, 2016. — № 2. — с. 56—76. — 1,6 п.л.
- Моисеев С. Р. Международные резервы: структура и функции // Банковское дело, 2016. — № 3. — с.19—27. — 0,9 п.л.
- Моисеев С. Р. Валютные интервенции. Мотивы центральных банков и их инструментарий // Деньги и кредит, 2016. — № 3. — c.12—19. — 1,0 п.л.
- Моисеев С. Р. Валютные интервенции. Каналы, стерилизация и секретность интервенций // Деньги и кредит, 2016. — № 4. — c.13—19. — 0,9 п.л.
- Моисеев С. Р. Валютные интервенции. Международная практика и эффективность интервенций // Деньги и кредит, 2016. — № 5. — c.21—27. — 0,8 п.л.
- Моисеев С. Р. Валютные интервенции. Исторический опыт Банка России в 1992—2015 годах // Деньги и кредит, 2016. — № 6. — c.24—31. — 1,0 п.л.
- Моисеев С. Р. Центральные банки и Вашингтонское соглашение по золоту // Банковское дело, 2016. — № 4. — с.12—16. — 0,5 п.л.
- Моисеев С., Пантина И. В. Таргетирование реального валютного курса // Вопросы экономики, 2016. — № 5. — с. 1—22. — 1,5 п.л.
- Моисеев С. Р. Государственная комиссия погашения долгов // Деньги и кредит, 2016. — № 9. — c.54—64. — 1,1 п.л.
- Моисеев С. и Самиев П. Реформа лизинга: цели и ожидаемые результаты // ЛИЗИНГ Ревю, 2016 — № 6. — c.6—8. — 0,3 п.л.
- Моисеев С. Р., Моргунова А. К. Финансовое положение крупнейших лизинговых компаний: результаты исследования Банка России // Деньги и кредит, 2017. — № 2. — c.52—54. — 0,4 п.л.
- Моисеев С. Р. Государственный долг в Московском царстве // Деньги и кредит, 2017. — № 4. — c.52—54. — 0,8 п.л.
- Моисеев С. Р. Регулирование: Антикризисный лизинг // Ведомости, 04.04.2017. — № 4294. — c.2.
- Моисеев С. Р. Портфель открыт: Как реформа учета повлияет на лизинг и аренду // Российская газета, 19.04.2017. — № 83. — c.11.
- В результате реформы повысится финансовая устойчивость лизинговых компаний (Интервью) // Лизинг. Тематическое приложение к газете «Коммерсантъ», 19.04.2017. — № 68. — c.20.
- Моисеев С. Частные центральные банки // Вопросы экономики, 2017. — № 7. — C. 24—41.
- Моисеев С. Р. Происхождение долга Российской империи: макроэкономика и уроки финансовой истории // Деньги и кредит, 2017. — № 8. — C. 67—78.
- Моисеев С. Лизингодатели о защите имущественных прав: на основе опроса, проведенного Банком России // ЛИЗИНГ Ревю, 2017. — № 4. — С. 8—11.
- Моисеев С. Одиссея инфляционного таргетирования: к новым вызовам денежно-кредитной политики // Вопросы экономики, 2017. — № 10. — С. 50—70.
- Моисеев С. Р. Деньги с отрицательной процентной ставкой // Деньги и кредит, 2017. — № 10. — С. 16—26.
- «Государство должно видеть, кому оно помогает» (Интервью) // Лизинг. Тематическое приложение к газете «Коммерсантъ», 9.11.2017. — № 208. — c.15-16.
- Моисеев С. «Ренессанс» монетаризма: чем жила знаменитая теория в 2000—2018 годах // Вопросы экономики, 2018. — № 1. — с. 26—44.
- Моисеев С. и Романовский Р. Тест на капитал: обзор результатов применения предварительной методики расчета собственных средств лизинговых компаний и их групп // ЛИЗИНГ Ревю, 2018 — № 1. — c.10—19.
- Моисеев С. Китайский прорыв: как лизинг в Поднебесной достиг заоблачных высот // ЛИЗИНГ Ревю, 2018 — № 1. — c.58—63.
- Моисеев С. Размещение, доходность и риски эмитентов лизинговых облигаций // ЛИЗИНГ Ревю, 2018 — № 2. — c.18—22.
- Моисеев С. Поведенческие теории денежно-кредитной политики: кадровая независимость, ротация руководства и влияние гендера // Вопросы экономики, 2018. — № 5. — с. 139—150.
- Моисеев С. Кто и как кредитует лизинговые компании // РБК Daily, 2018. — № 90. — c.13.
- Моисеев С. Кредиты лизингодателям: модели финансирования, стоимость и риски // ЛИЗИНГ Ревю, 2018 — № 3. — c.36—41.
- Моисеев С. Финансовое положение лизингового сектора по МСФО в среднесрочной перспективе // ЛИЗИНГ Ревю, 2018 — № 5. — c.26—33.
- «Никто не знает размер и структуру лизинга в России» (интервью) // Конкурент, 2018 — № 46. — c.8.
- Моисеев С.Р. Независимость центрального банка: концепция, методы оценки и влияние глобального финансового кризиса // Журнал Новой экономической ассоциации, 2018 — № 4. — c.110—136.
- Моисеев С. Хайп вокруг (не)денежной (не)теории // Вопросы экономики, 2019. — № 9. — с. 112—122.
- Моисеев С. Закуска за наш счет // Эксперт, 2019. — №41 (7—13 октября). — с. 42—47.
- Моисеев С. Последствия реформы эталонных процентных ставок // Вопросы экономики, 2020. — №1. — с. 93—110.
- Моисеев С.Р. Федеральное финансирование лизингового сектора // Банковское дело, 2020. — №2. — с. 52—55.
- Моисеев С.Р. Новое количественное смягчение? Эксперименты центральных банков развивающихся экономик с гособлигациями // Банковское дело, 2020. — №6. — с. 6—13.
- Моисеев С.Р. Реинкарнация RUONIA, или Вторая жизнь процентного индикатора // Банковское дело, 2020. — №7. — с. 18—25.
- Моисеев С.Р. «Черный ящик» процентного канала денежно-кредитной политики // Вопросы экономики, 2020. — №9. — с. 5—21.
- Моисеев С. «Проблемой остается слабая прозрачность рынка лизинга» (интервью) // Банковское обозрение, 2020. — №11. — с. 68—69.
- Моисеев С. Структурный продукт — непростое блюдо // Банковское обозрение, 2021. — №2. — с. 40—44.
- Моисеев С. Для граждан нашли безопасные места // Национальный банковский журнал, 2021. — №1-2. — с. 28—34.
- Моисеев С. LIBOR: прощание с эпохой. Что идет на смену? // Эксперт, 2021. — №16 (12–18 апреля). — с. 58—63.